# Hadjé Halimé
Hadjé Halimé Oumar (1930-2001) là một nhà hoạt động, nhà giáo dục và chính trị gia Chadian.

## Tiểu sử
Halimé được sinh ra ở thị trấn Salamat vào năm 1930, có mẹ là người Salamat và cha là người Abeche. Bà bắt đầu tham gia với Parti Progressiste Tchadien (PPT) vào năm 1950 khi đang làm giảng viên Kinh Qur'an. Bà đã có thể mang đến kiến thức cho nhiều phụ nữ không biết tiếng Pháp nhờ kiến thức về tiếng Ả Rập Chadian. Lúc đó bà chỉ có một chút hiểu biết về tiếng Pháp. Bà đặc biệt thân thiết với Gabriel Lisette, người sáng lập đảng, và vợ ông, Lisette Yéyon. Bà trở thành người chịu trách nhiệm tuyển dụng phụ nữ miền Bắc sau Đại hội ngày 2 tháng 4 năm 1950. Halimé chỉ trích gay gắt thuế bầu cử của chính quyền thuộc địa, và tuyên bố rằng nếu PPT bảo đảm chiến thắng, thuế bầu cử sẽ được bãi bỏ cho tất cả mặc dù nền tảng kêu gọi chấm dứt thuế chỉ dành cho phụ nữ. Bà giải thích rằng "phụ nữ đã bị bắt khi họ đến chợ hoặc bất cứ nơi nào. Họ bị bỏ lại dưới ánh mặt trời cho đến khi họ trả mức thuế là 370 riyal mỗi người. "  Bà tuyên bố rằng Lisette là nhà lãnh đạo không thể tranh cãi của đảng, bất chấp sự trỗi dậy của chính trị gia miền Nam Chadian, François Tombalbaye, và đã tới Pháp với sự thúc giục của Lisette để gặp chính trị gia Pháp Rene Coty.
Tuy nhiên, vào năm 1959 và 1960 Tombalbaye đã giành được quyền lực và Lisette đã bị loại khỏi quyền lực. Halimé trở thành mục tiêu đàn áp ngay sau khi giành được độc lập, không giống như đồng nghiệp nữ PPT của bà, Kaltouma Nguembang. Là một phần trong cuộc thanh trừng những người gần Lisette, con trai duy nhất của Halimé bị sát hại, và bà bị bắt vào tháng 9 năm 1963. Đầu tiên, bà được đưa đến Massenya ở vùng Chari-Baguirmi, sau đó đến một nhà tù trung tâm ở thủ đô N'Djamena của Chad, và cuối cùng đến một nhà tù đáng sợ ở Kela. Tại nhà tù Kela, bà thường xuyên bị tra tấn bởi lính canh trong khi bị điện giật trong khi các sĩ quan quân đội Pháp và Israel giám sát. Sự tra tấn của bà khiến cô mất hết móng tay và tóc. Mặc dù Tombalbaye muốn Halimé bị giết, một sĩ quan Pháp đã tha mạng cho bà. Trong một cuộc phỏng vấn, bà tuyên bố rằng chỉ có đức tin của bà có thể giúp bà vượt qua những hoàn cảnh khó khăn bị tra tấn. Cuối cùng, bà được thả ra vào ngày 28 tháng 4 năm 1975, vài ngày sau khi lật đổ Tombalbaye và chế độ của ông. Trong số 600 người bị giam cầm trong cuộc thanh trừng này, bà là một trong số 45 người sống.
Lisette, người đã bị lưu đày ở Pháp, đã giúp đưa bà đến Paris để được điều trị y tế. Halimé đã dành thời gian trong một bệnh viện ở Côte d'Ivoire, nơi tổng thống Felix Houphouet-Boigny yêu cầu chăm sóc y tế của bà là miễn phí. Sau đó, bà gia nhập Mặt trận Giải phóng Quốc gia của Chad hoặc FROLINAT, có trụ sở tại Libya. Năm 1978, bà chuyển đến Tripoli và trở lại chính trường. Các thành viên FROLINAT gọi bà là "mẹ của cuộc cách mạng", và đảng đã nắm quyền vào năm 1979. Bà cũng bắt đầu giáo dục các cô gái ở Libya và thành lập một trường Hồi giáo, Thế hệ mới, nơi bà dạy tôn giáo, kinh tế gia đình và chăm sóc trẻ em. Bà đã dạy hơn 3600 cô gái ở trường trong những năm ở đó.
Bà trở lại N'Djamena vào năm 1980 với thủ lĩnh Lực lượng Vũ trang Phổ biến (FAP) Goukouni Oueddei. Sau đó, bà là chủ tịch của phe phụ nữ của FROLINAT. Sau cuộc bầu cử của Hissène Habré năm 1982, bà rời đi với lực lượng trung thành với Oueddeï ở Libya. Khi ở Libya, Halimé đã dạy các kỹ năng quân sự cho những phụ nữ Chadian bị lưu đày. Bà trở lại Chad vào năm 1991, một năm sau khi lật đổ Habré bởi Idriss Déby. Nhiều người nói với Deby rằng họ sẽ chỉ hỗ trợ ông ta nếu ông ta nhận được sự ủng hộ của Halimé, điều mà cuối cùng bà đã làm. Ngay sau khi trở về, bà đã giành được một ghế trong quốc hội của Chad và phục vụ ở đó cho đến năm 1996.
Năm 1993, cô tham gia Hội nghị quốc gia có chủ quyền (CNS), và là một trong những người bảo vệ nhiệt thành nhất cho ngôn ngữ Ả Rập. Năm 1994, cô đã tạo ra một hiệp hội có tên Women Az-Zara. Thay mặt hiệp hội, cô đã được bầu chọn trong số mười ứng cử viên nữ là thành viên của Hội đồng chuyển tiếp cấp cao, ở lại bốn năm. Vào tháng 6 năm 1996, cô ra tranh cử quốc hội với tư cách là thành viên của đảng Mặt trận Quốc gia đối lập Chad, vì không thể hoạt động như một độc lập. Cô đã bị đánh bại nhưng duy trì cuộc bầu cử đã bị gian lận. Halimé sau đó chăm sóc những đứa trẻ mồ côi có cha mẹ bị giết trong chế độ Habré. Cô cũng đã mở một trường học tiếng Ả Rập ở N'Djamena.
Bà đã thực hiện sáu chuyến hành hương đến Mecca trong đời, bao gồm một chuyến đi cuối cùng vào năm 2000. Cô ấy đã mất vào ngày 7 tháng 1 năm 2001 và được nhớ đến như một nhân vật kháng chiến của phụ nữ ở Chad ngày nay. Tóm tắt di sản của mình, bà tuyên bố: "Tôi đã chiến đấu vì mọi người khi tôi đấu tranh chống lại kẻ xâm chiếm." 